# Corviale
Le Corviale, parfois appelé Nuovo Corviale, et surnommé localement  Il Serpentone (« gros serpent ») ou Palazzo Chilometro (« immeuble kilomètre »), est un immeuble d'habitation situé au sud-ouest de Rome, en Italie. Conçu par l'architecte italien Mario Fiorentino, ce bâtiment construit entre 1975 et 1982 mesure 957 m de longueur, ce qui en fait le troisième immeuble d'habitation le plus long du monde, après la barre du Lignon à Vernier, dans le canton de Genève, en Suisse (1,08 km) et le Mur de Fermont, dans la province de Québec, au Canada (1,3 km).

## Histoire

### Construction
La conception du bâtiment s'inspire de celle des cités radieuses conçues par Le Corbusier. En particulier, on le constate dans la réservation de l'étage médian (quatrième) à des commerces et des services publics, notamment des salles de réunion. Des services publics sont également prévus à proximité (desserte bus, école, marché). La première pierre de l'édifice est posée le 12 mai 1975, mais les premières livraisons n'interviennent qu'en 1982, à la suite de retards et de défaillances d'entreprises (dues notamment aux chocs pétroliers).

### Occupation illégale du chantier

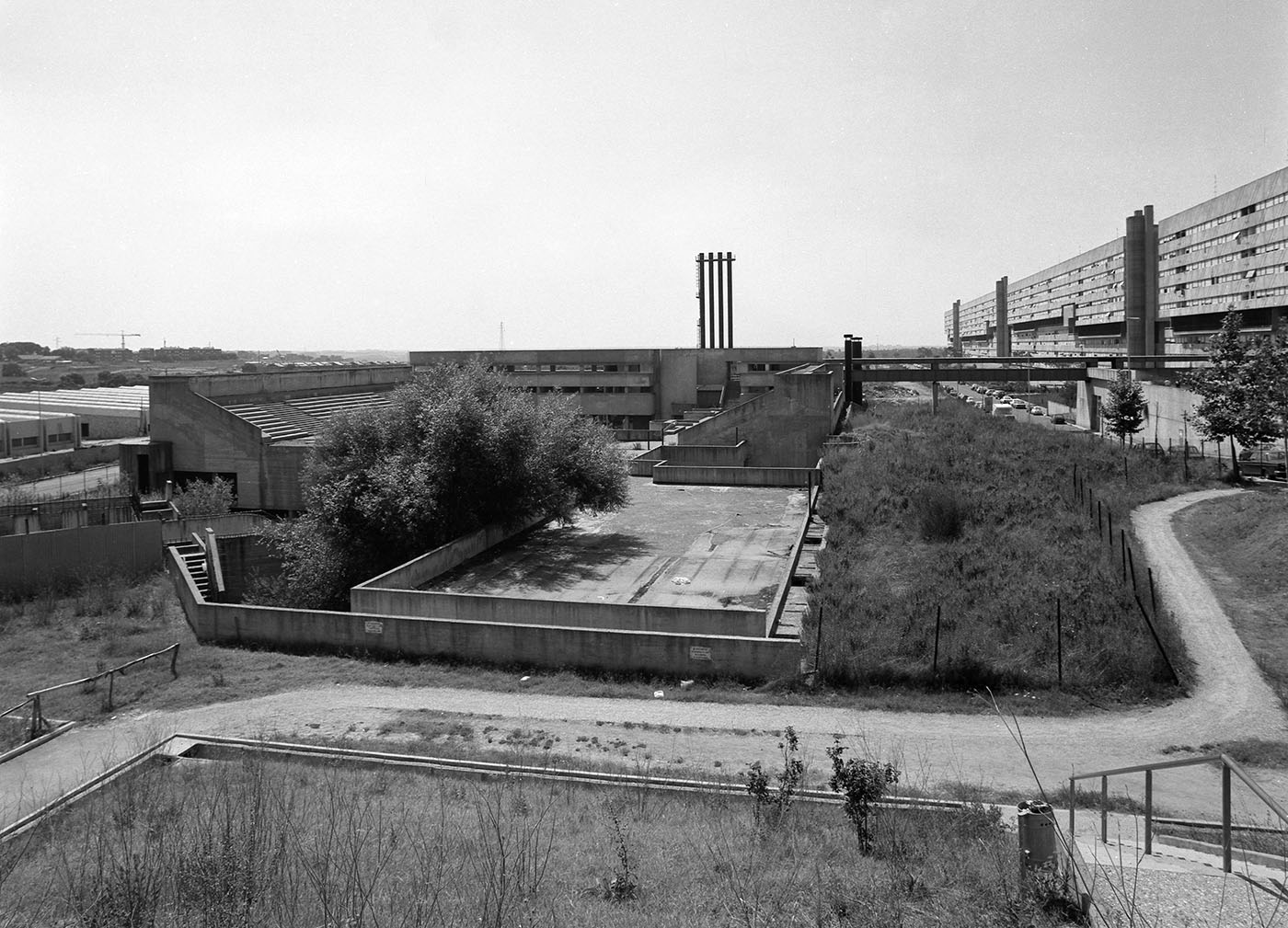
Vue générale du bâtiment et de son environnement proche.

Alors que le chantier n'est pas encore achevé, en 1983, la crise importante du logement que vit alors l'Italie contraint sept cents familles à occuper illégalement l'immeuble. Le bâtiment vit alors une situation tendue dans laquelle les locataires légaux surveillent eux-mêmes leurs futurs appartements afin d'éviter qu'ils ne soient occupés par d'autres. Une partie des occupants illégaux choisissent alors de squatter le quatrième étage réservé aux commerces et services. L'occupation illégale s'organise, parasitant l'installation de tout commerce : des murs sont ouverts et des cloisons hâtivement posées pour former des appartements plus ou moins grands, équipés à la hâte en électricité prise sur le réseau, sans gaz, dont les occupants ne paient pas le loyer, mais sont pourtant officiellement recensés comme habitants du Corviale.

### Vieillissement du bâtiment

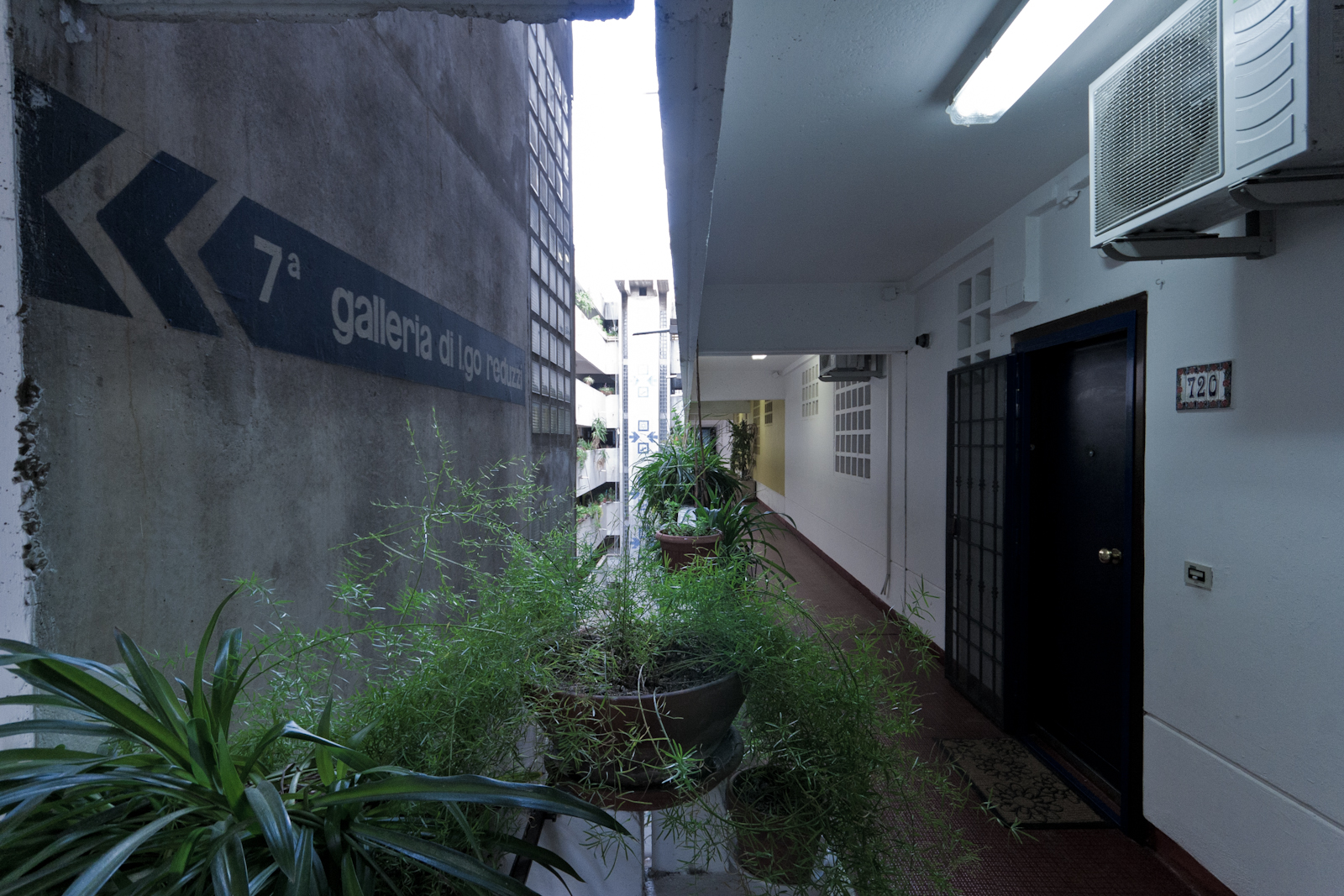
Une des galeries intérieures desservant les appartements.

L'occupation du quatrième étage et en conséquence son abandon pour des usages de vie en commun est la principale raison invoquée pour expliquer la dégénérescence du Corviale. Cependant, de nombreux investissements n'ont pas été réalisés, et expliquent en partie sa désaffectation : non-recrutement des concierges prévus, l'inadaptation aux personnes handicapées, les pannes des systèmes de chauffage et d'interphonie, etc..

## Caractéristiques

Plan du Corviale et de son quartier.

L'immeuble se compose de 1 202 logements répartis verticalement sur neuf étages (plus un sous-sol accueillant caves et garages) et horizontalement sur 957 m de longueur. Le bâtiment est organisé en cinq unités de 200 m environ chacune. Les logements mesurent entre 30 et 80 m2, et accueillent en moyenne cinq personnes (6 000 habitants résident dans l'immeuble).

### Projets de réhabilitation
Les urbanistes et les pouvoirs publics posent de manière récurrente la question de la réhabilitation ou de la destruction totale de la barre. L'école d'architecture de la Sapienza organise à partir des années 1990 des colloques sur la restructuration urbaine, où le Corviale est présenté en archétype. Des fondations privées, comme la fondation Adriano Olivetti, travaillent aussi à l'amélioration de l'image de l'immeuble. En février 2009, un concours est lancé par la municipalité de Rome pour le réaménagement du quartier, concours remporté par l'équipe de Gwendolyn Salimei. Toutefois, en novembre 2011, les travaux sont encore suspendus à une décision politique qui balance entre la requalification (destruction partielle et division en lots) et la démolition complète du bâtiment suivie du réaménagement complet du quartier, ainsi qu'au déblocage des fonds alloués à cette opération.
En novembre 2013, un nouveau projet est présenté ; il intègre entre autres la réalisation sur le pignon méridional de l'immeuble d'un mur d'escalade de quarante mètres de hauteur, ainsi que la reprise complète de l'éclairage ; des propositions sont également faites pour améliorer l'efficacité énergétique du complexe, et accroître l'utilisation de matériaux durables.

## Littérature
- Otto Hainzl: Corviale. Kehrer, Heidelberg 2015,  (ISBN 3-86-828596-2).